# Tidioute
Tidioute es un borough ubicado en el condado de Warren en el estado estadounidense de Pensilvania. En el año 2000 tenía una población de 792 habitantes y una densidad poblacional de 271 personas por km².

## Geografía
Tidioute se encuentra ubicado en las coordenadas 41°41′4″N 79°24′14″O / 41.68444, -79.40389.

## Demografía
Según la Oficina del Censo en 2000 los ingresos medios por hogar en la localidad eran de $31,058 y los ingresos medios por familia eran $39,107. Los hombres tenían unos ingresos medios de $27,292 frente a los $18,409 para las mujeres. La renta per cápita para la localidad era de $15,272. Alrededor del 10% de la población estaba por debajo del umbral de pobreza.